# Disco (musikgrupp)
Disco är en musikgrupp från Finland. Bandet spelar en mix av synthpop och rock. Bandet har spelat in ett antal album, och haft framgång med några singlar, främst i hemlandet. Bandet består av Olli Halonen på synth/gitarr (fram till 2015 då han hoppade av) och Aki Eronen på sång. Bandet har samarbetat med bland andra Sami Sirviö från musikgruppen Kent.

## Diskografi

### Album
- Ilkeitä asioita (2000)
- Musta sydän (2002)
- Pitkän päivän matka yöhön (2004)
- Vihaa, rakkautta vai jotain muuta (2006)
- 1999–2009 (2009, samlingsalbum men två nya låtar)

### Singlar
- Hei älä luule (1999)
- Ilkeitä asioita (2000)
- Oon (2000,promosingel)
- Voinko (2000)
- Sanon sinulle (2002)
- Ketä sinä odotat (2002)
- Levottomat tuulet (2002)
- Tiedän että me palataan (2003, promosingel)
- Eedenistä itään (2003)
- Toiseen suuntaan (2004)
- New York, Paris, London (2004)
- Aurinko laski (2006)
- Yhteys katkeaa (2006)
- Enemmän (2007)
- Mitä rakkaus saa aikaan (2009)
- Pelastus (2009)
- Pimeällä puolella (2015)
- Jos sä lähdet (2016)
- Uudestaan (2017)